# Ronald Gërçaliu
Ronald Gërçaliu (Tirana, 1986. február 12. –) albán születéstű osztrák válogatott labdarúgó, aki jelenleg a KF Tirana játékosa.

## Sikerei, díjai
- Austria Wien
  - Osztrák kupa: 2006–07
- RB Salzburg
  - Osztrák Bundesliga: 2008–09

## Külső hivatkozások
- Ronald Gërçaliu adatlapja a National-Football-Teams.com oldalon (angolul)

- Transfermarkt profil